# Rödelgraben (Weimar)
Der Rödelgraben ist ein waldeingefasster Bachgraben im Bereich von Gaberndorf am Südhang Ettersberg. Seine Quelle befindet sich nördlich von Gaberndorf. Er fließt durch den Ort und ist ursächlicher Grund seiner Besiedlung.
Von den Bächen in diesem Gebiet bildet das eine Ausnahme. An seinem Südrand hat er einen Kegel aus lehmigem Gesteinsschutt gebildet. Der Bereich des Rödelgrabens ist von der Bebauung ausgeschlossen. Den Namen hat der Rödelgraben von dem nördlich von Gaberndorf liegendem Waldgebiet, das er durchquert, dem Rödel.